# Marcos Delía
Marcos Delía, né le 8 avril 1992, à Saladillo, en Argentine, est un joueur argentin de basket-ball. Il évolue aux postes d'ailier fort et de pivot.

## Palmarès
- Vainqueur du championnat des Amériques 2022
- Finaliste de la Coupe du monde 2019
- 3e du championnat des Amériques 2013
- Champion d'Amérique du Sud 2012